# The Kid (film, 1910)
Pour les articles homonymes, voir The Kid.
The Kid est un film muet américain réalisé par Frank Powell et sorti en 1910.

## Fiche technique
- Titre : The Kid
- Réalisation : Frank Powell
- Photographie : Arthur Marvin
- Dates de sortie : 
  -  États-Unis : 14 avril 1910

## Distribution
- Henry B. Walthall : Walter Holden
- Jack Pickford : son fils
- Florence Barker : Doris Marshall
- Mary Pickford
- Blanche Sweet